# Stiburus
Stiburus,  es un género de plantas herbáceas de la familia de las gramíneas o poáceas. Es originario de Sudáfrica.
Algunos autores lo incluyen en el género Eragrostis.

## Especies
- Stiburus alopecuroides
- Stiburus conrathii